# Torneo de Marruecos 2018
El Grand Prix SAR La Princesse Lalla Meryem de 2018 fue un torneo profesional de tenis femenino jugado en canchas de arcilla. Fue la decimoctava edición del torneo que formó parte de los torneos internacionales del 2018 de la WTA. Se llevó a cabo en Rabat, Marruecos entre el 30 de abril y el 5 de mayo de 2018.

## Distribución de puntos
| Modalidad           | Campeona | Finalista | Semifinales | Cuartos de final | 2ª ronda | 1ª ronda | Clasificadas | 3ª ronda de clasificación | 2ª ronda de clasificación | 1ª ronda de clasificación |
| Individual femenino | 280      | 180       | 110         | 60               | 30       | 1        | 18           | 14                        | 10                        | 1                         |
| Dobles femenino     | 280      | 180       | 110         | 60               | -        | 1        | -            | -                         | -                         | -                         |

## Cabezas de serie

### Individuales femenino
| Tenista            | Ranking | Preclasificada |
| Elise Mertens      | 17      | 1              |
| Dominika Cibulková | 33      | 2              |
| Petra Martić       | 36      | 3              |
| Tímea Babos        | 38      | 4              |
| Timea Bacsinszky   | 46      | 5              |
| Zarina Diyas       | 52      | 6              |
| Aleksandra Krunić  | 53      | 7              |
| Su-Wei Hsieh       | 59      | 8              |

- Ranking del 23 de abril de 2018.[2]

### Dobles femenino
| Tenista                             | Ranking | Preclasificada |
| Barbora Krejčíková Anna Smith       | 75      | 1              |
| Alicja Rosolska Abigail Spears      | 88      | 2              |
| Monique Adamczak Xenia Knoll        | 122     | 3              |
| Oksana Kalashnikova Bibiane Schoofs | 155     | 4              |

## Campeonas

### Individual femenino
Elise Mertens  venció a  Ajla Tomljanović po 6-2, 7-6(7-4)

### Dobles femenino
Anna Blinkova /  Raluca Olaru vencieron a  Georgina García Pérez /  Fanny Stollár por 6-4, 6-4